# 箱根 彫刻の森美術館
箱根 彫刻の森美術館（はこね ちょうこくのもりびじゅつかん、英語表記：THE HAKONE OPEN-AIR MUSEUM）は、神奈川県足柄下郡箱根町二ノ平および木賀にある、野外彫刻を中心とした美術館である。特定公益増進法人である公益財団法人彫刻の森芸術文化財団とフジサンケイグループが、姉妹施設の美ヶ原高原美術館とともに運営している。

## 歴史
- 1969年（昭和44年）9月6日：開館（設計担当は彫刻家である井上武吉、初代館長はフジサンケイグループ議長の鹿内信隆）。

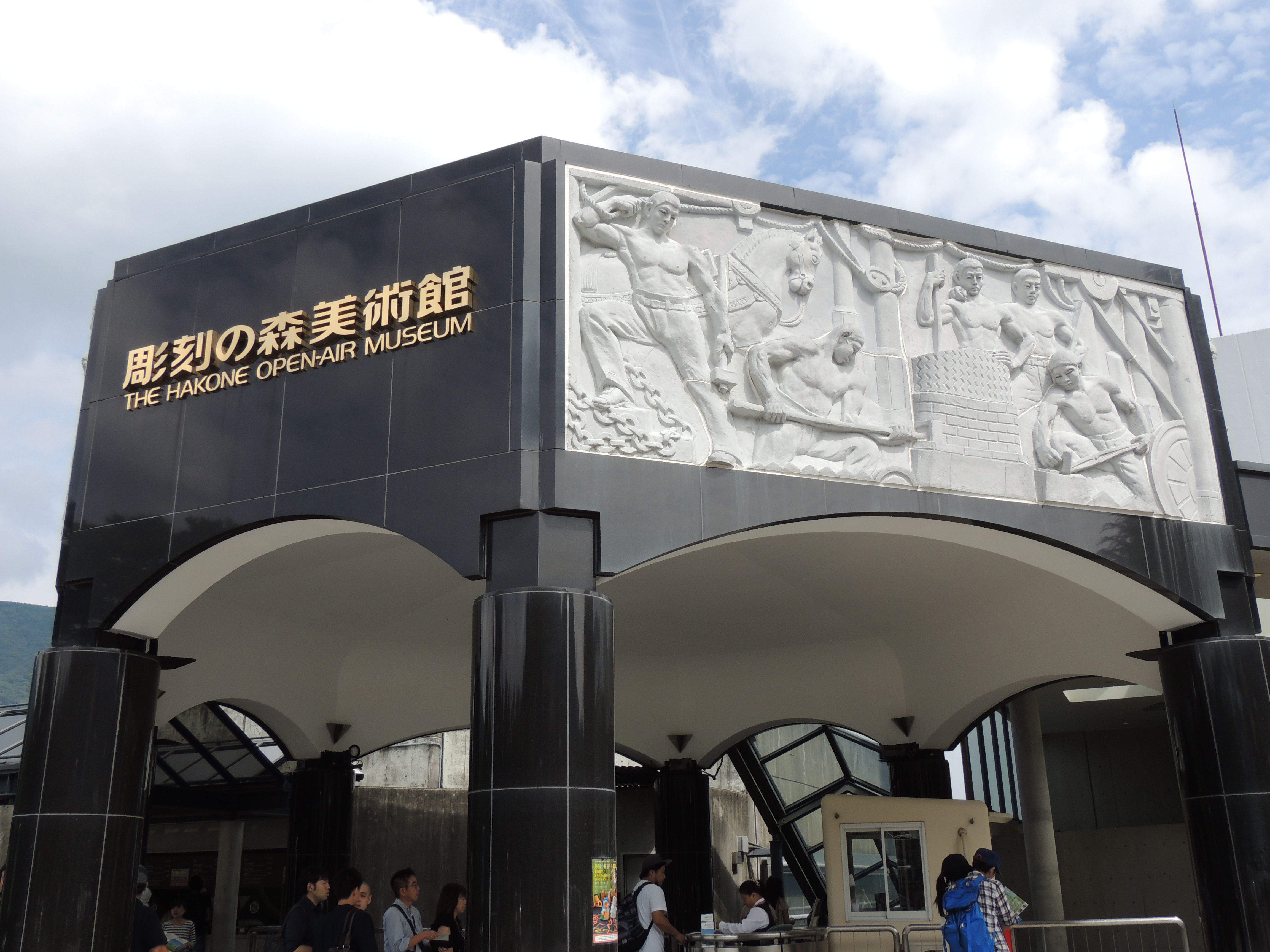
美術館建物

- 1972年（昭和47年）3月15日：箱根登山鉄道（現：小田急箱根）二ノ平駅が彫刻の森駅に改称。

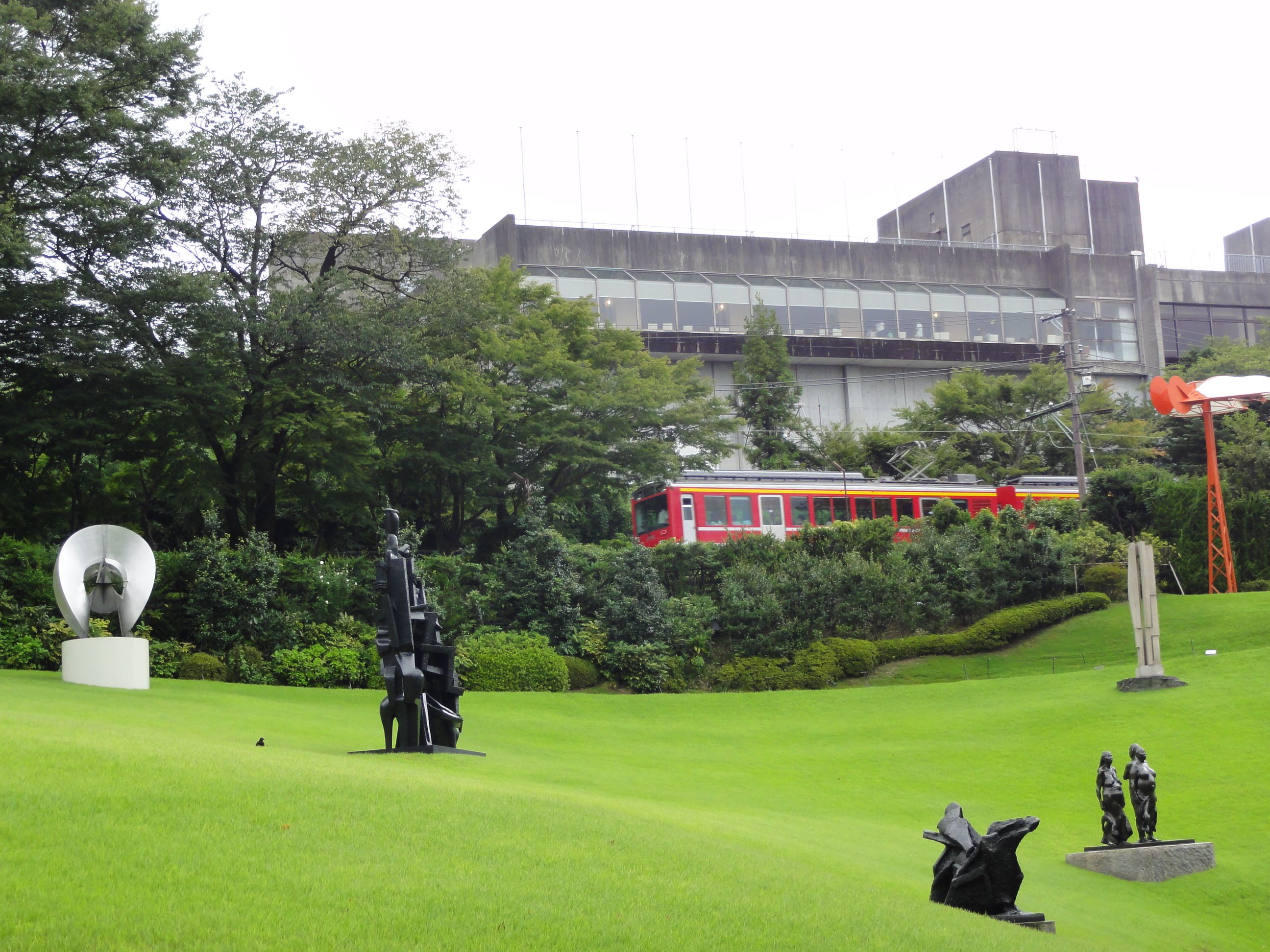
箱根登山電車と彫刻の森美術館

- パビリオン [ネットの森]で、2010年度グッドデザイン賞受賞[2]。彫刻の森美術館とマルマン株式会社が共同開発した図案スケッチブックが、2015年度グッドデザイン賞を受賞[3]。
- 2012年（平成24年）7月5日：ファッションデザイナーの森英恵が館長に就任。
- 2023年（令和5年）7月1日：フジサンケイグループ代表の日枝久が館長に就任。

## 主な彫刻
- ヘンリー・ムーア
- マルタ・パン「浮かぶ彫刻」
- 佐藤忠良
- パブロ・ピカソ
  - 館内にはピカソの彫刻に関する展示物を展示する専門の展示室「ピカソ館」がある。

- ジャコモ・マンズー

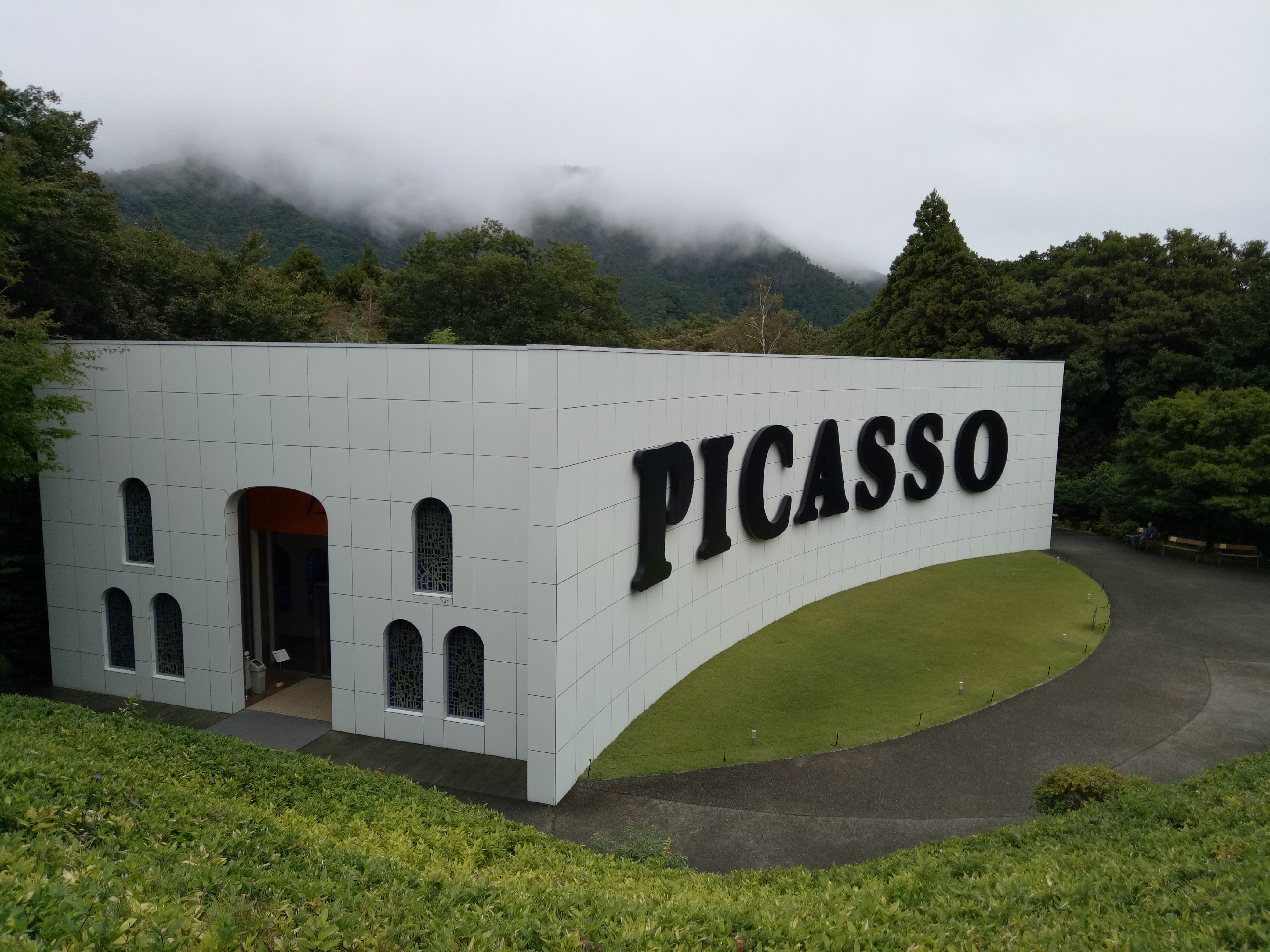
ピカソ館

  - 館内には「死の扉」(サン・ピエトロ大聖堂)習作などのマンズーの彫刻に関する展示物を展示する専門の展示室「マンズールーム」がある。
- 水井康雄 「5合目標」
- ガブリエル・ロワール「幸せをよぶシンフォニー彫刻」
  - 1975年6月1日に完成した、展望塔を兼ねた全高18mの作品。内部は480枚のステンドグラスが設置されている[4]。

## オープン・エアー

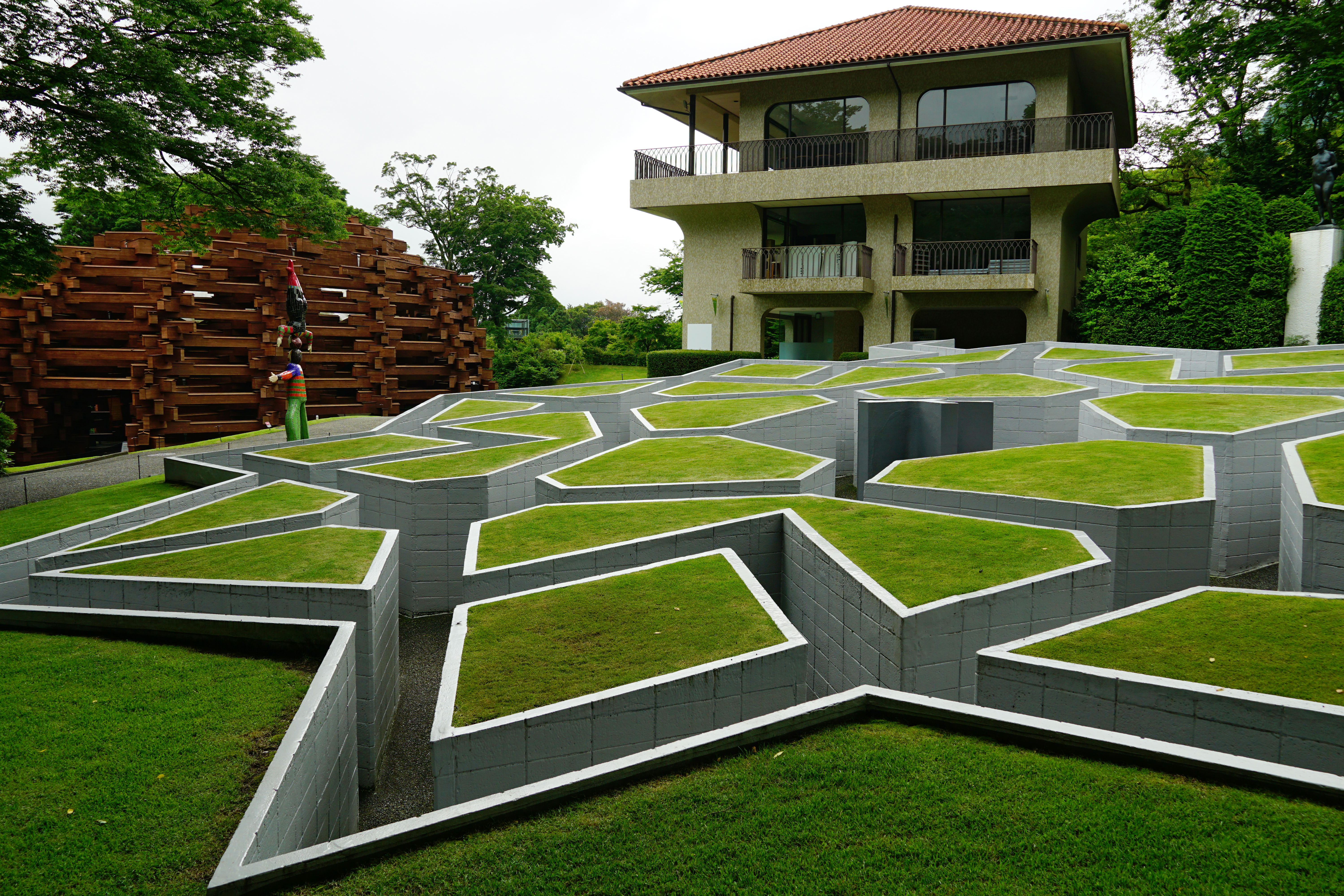
星の庭、森のアトリエ

日本初の野外美術館として知られる。敷地面積は約7万平方メートルと広く、芝生に彫刻を配置した「彫刻庭園」の形式を取っている。彫刻に触ることは禁止されており、芝生内にも一部を除いて立ち入ることはできない。